# 嬰兒食品

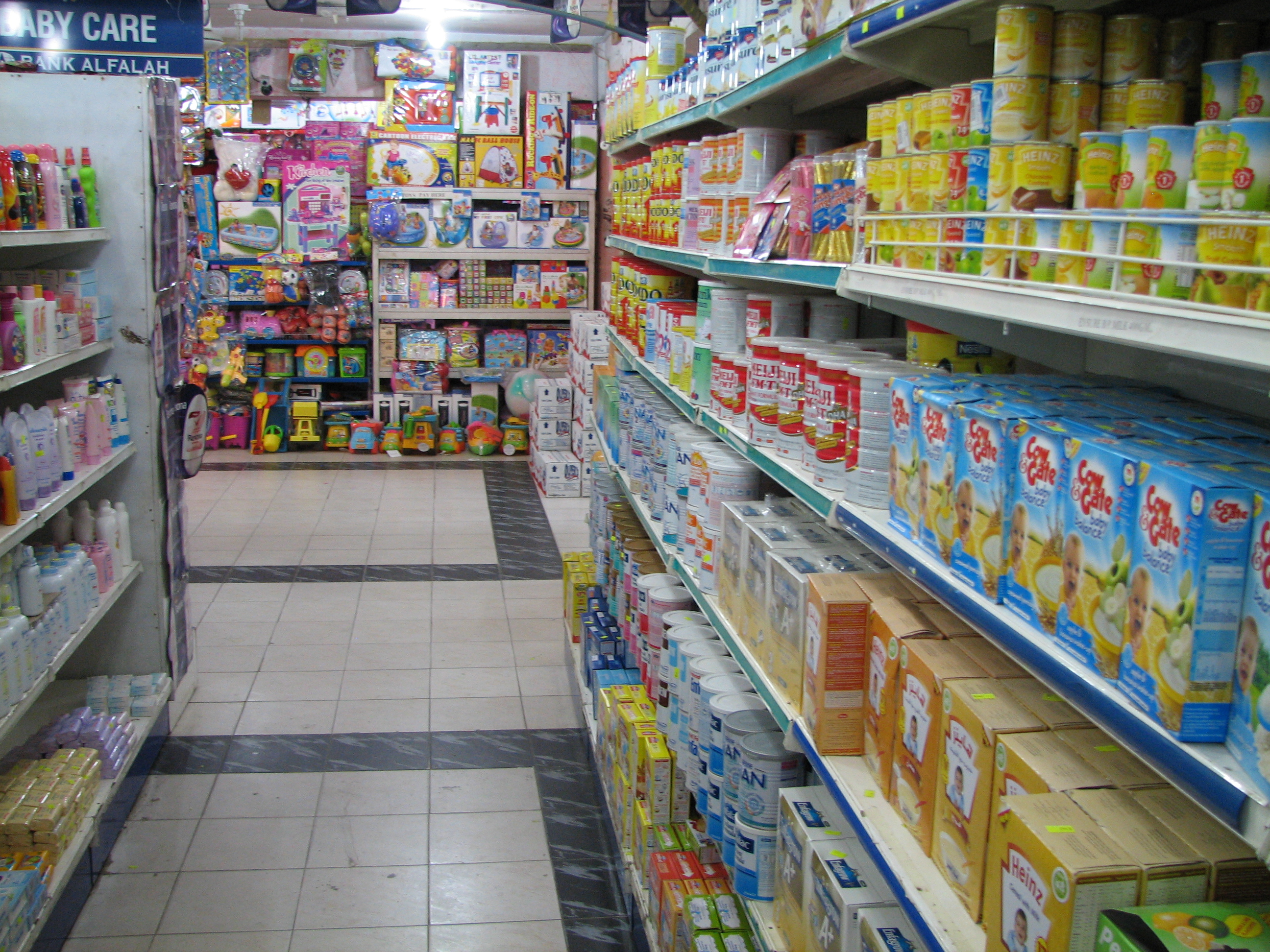
歐洲超市嬰兒食品區

嬰兒食品指專門製造給0歲到3歲間兒童食用的食品，較軟同時有特殊營養符合嬰兒需求。

## 历史
世界衛生組織提出一項全球性的公共衛生建議，建議嬰兒前六個月應該完全母乳喂養，以達到最佳的生長，發育和健康。大多數六個月大的嬰兒在生理和發育方面才準備好吃外部食物。為世界衛生大會提供諮詢的專家們提供證據表明，在六個月前引進純固體食品會增加嬰兒的生病機會，而不會增加生長。